# 紫狂菜々子
紫狂　菜々子（むらさき ななこ、1999年6月3日 - ）は、サンクレイド所属のアイドルグループ、芯辣meltのリーダーとして活動する日本のアイドル、タレントである。紫狂絶対的過激派教祖を自称する。東京都出身。

## 略歴

### デビュー時代

#### 2013年
- アイドル現場にファンとして参加していたところを、芸能事務所シャイニングウィルのスタッフにスカウトされた。シャイニングウィルの運営するアイドルグループ「怪傑!トロピカル丸」は3月30日の2ndワンマンにて他5名と共に新メンバーとして加入。

### 怪傑！トロピカル丸時代
橘未来の芸名で活動した。

#### 2013年
- 03月30日：渋谷WWWにて怪傑!トロピカル丸2ndワンマン開催。3期生6名がお披露目され、この日以降は青春!トロピカル丸（元「Ru:Run」）と純情!トロピカル丸に分かれて活動。橘未来もここで加入し、純情!トロピカル丸に所属。
- 06月02日：全メンバー16名による3rdワンマンライブをTokyo FM Hallにて開催。
- 07月14日：4thシングル『チャンスの神様』インストアイベント初日。
- 10月20日：神ライブ[注 1]にて重大発表。11月に純情!トロピカル丸から新しい純情!トロピカル丸へ移籍。新しい純情!トロピカル丸は、11月以降ポニーキャニオン運営となった（後にDeseo運営となる）。
- 11月08日：新・純情!トロピカル丸の初ライブ。リーダーが松下恵里香に決定した。

#### 2014年
- 03月03日：純情!トロピカル丸、初の生バンド付きのライブ。
- 05月25日：所属事務所シャイニングウィルを退所した。
- 06月01日：渋谷DESEOにて生誕祭を開催。ソロでは空色デイズを歌った。
- 07月09日：純情！トロピカル丸、橘未来・岡田じゅりあ卒業公演。
- 07月13日：純情！トロピカル丸、橘未来・岡田じゅりあ卒業オフ会。

### ソロ時代
ソロ活動開始にあたって、蒼ななかと改名した。

#### 2014年
- 07月20日：卒業後初となる、GPS撮影会に出演。
- 08月04日：『東京湾納涼船2016』に姫リアンSとして出演。
- 09月07日：『あいどるくっきんぐ♪』を開催。
- 09月28日：『GTFスマイルチャレンジin江戸川2014』に姫リアンSとして出演。
- 11月23日：foto-jo撮影会に初出演。セッション撮影会は初挑戦。
- 12月07日：トークイベント『バラエティイベントハコニワvol.52 』に出演。
- 12月23日：『Kawaiian TV LIVE』（スタジオアルタ）に姫リアンSとして出演。

#### 2015年
- 02月08日：トークイベント『ハコニワ バレンタインウイーク』に出演。
- 03月14日：KawaiianTVに出演[2]。
- 03月22日：初の東京撮影会に出演。

### PICK UP GIRLS」及びピクまる☆asfi時代

#### 2015年
- 04月19日：渋谷DESEOの運営するアイドルグループ『PICK UP GIRLS」』に加入した。
- 05月04日：ハコニワ系列のトーク番組の第1回目『エンガワ～蒼ななかのお庭～』に出演[3]。
- 05月19日：渋谷WOMBにて、ピクまる☆asfi[注 2]お披露目。蒼ななかの出演はなかったが、以降ピクまる☆asfiとしても活動する。
- 06月07日：『DESEO Idol LIVE!～蒼ななか生誕～』に出演。
- 07月15日：12日間の中国短期留学。
- 08月22日：姫リアンSメンバーでRainbow Town FMスタジオ前で募金活動を実施。
- 09月25日：ミスID2016セミファイナリスト進出を告知した[4]。
- 12月05日：『NEWな女子会TV』に出演。純情!トロピカル丸でチームメイトであった山口めろんと共演した。

#### 2016年
- 02月25日：『ソロアイドル神ライブ vol.1』（秋葉原神タワー）に出演。
- 04月07日：『蒼ななかのポンコツだっていいじゃない!? vol.1』（秋葉原神タワー）に出演。
- 05月29日：渋谷DESEOminiにて、『蒼ななか生誕公演』を開催。ReBooT[注 3]としても出演した。
- 06月12日：PICK UP GIRLS」及びピクまる☆asfi 卒業公演。

### ソロ時代

#### 2016年
- 07月21日：『HeartをReBooT vol.1』（秋葉原神タワー）に出演。
- 08月31日：三枝プランニングを円満退社[5]。
- 09月01日：赤城菜々子と改名、その後表記を赤城ななことし、以降はフリーランスで活動する。

#### 2017年
- 06月04日：アイドルカフェ『DOLL HOUSE』にて、お給士を開始する。
- 12月26日：『DOLL HOUSE』にて自身のイベントを開催。

### サンクレイド時代

#### 2018年
- 04月06日：アイドルカフェ『DOLL HOUSE』を卒業。
- 碧生ななこに改名して活動する。
- 08月19日：有限会社サンクレイドに入社。アイドルグループ『君に恋をした。』のメンバーに加入。「蓮城ななこ」に改名してデビュー。

#### 2020年
- 06月25日：君に恋をした。からの卒業を発表。
- 09月26日　新たに結成されたアイドルグループ『芯辣melt』のリーダーに就任。紫狂菜々子に改名。

## 出演

### 舞台
- 2014年08月27日：『オサエロ』（劇団空感エンジン・両国Air Studio）
- 2014年12月17日：『第六天魔王の最期～夏目漱石推理帳～』（劇団空感エンジン・両国Air Studio）
- 2016年03月29日：『桃のプリンセス』（朝倉薫演劇団・千本桜ホール）
- 2016年08月17日：『ミスリード』（ぱすてるからっと・小劇場てあとるらぽう）

### テレビ・ラジオ・雑誌
- 2014年07月：ラジオ『姫ラジ』（Rainbow Town FM）
- 2014年11月26日：テレビ『水曜ミステリー9 トカゲの女 警視庁特殊犯罪バイク班』（テレビ東京）
- 2014年12月15日：テレビ『SAKURA〜事件を聞く女〜』（TBS）
- 2015年08月29日：テレビ『タクシードライバーの推理日誌』（テレビ朝日）
- 2016年02月02日：テレビ『midnight horror night』（千葉テレビ）
- 2016年04月：雑誌『フォトテクニックデジタル』2016年5月号